# Hendrick Andriessen
Pour les articles homonymes, voir Andriessen (homonymie).
Hendrick Andriessen (1607-1655) est un peintre flamand de natures mortes, né en Flandres.

## Œuvres
- Vanité, Vente chez Adolphe Weimuller, le 7 mai 1958, n° 719.
- Vanité, Musée des beaux-arts de l'Ontario.
- Nature morte, chez le marchand David Koetser, Zurich en 1990.
- Vanité dans un niche, musée des beaux-arts de Gand.
- Vanité, autrefois dans la collection de Paul Weigt à Strasbourg.
- Vanité, portait allégorique de Charles Ier d'Angleterre, Musée de l'université de Mount Holyoke (en), South Hadley, Comté de Hampshire, Massachusetts.